# ترل هریس
ترل هریس (انگلیسی: Terrel Harris؛ زادهٔ ۱۰ اوت ۱۹۸۷) بازیکن بسکتبال اهل ایالات متحده آمریکا است.
از باشگاه‌هایی که در آن بازی کرده‌است می‌توان به میامی هیت، نیو اورلینز پلیکانز، و مین رد کلاوز اشاره کرد.